# Bassifondi (film)
Bassifondi è un film del 2022 scritto e diretto da Francesco Pividori con lo pseudonimo Trash Secco.

## Trama
Romeo e Callisto sono due senzatetto che vivono sotto i ponti di Roma tra topi e nutrie. Cercano di sopravvivere mendicando "spicetti" tra i passanti, che il più delle volte li ignorano, e mangiando quello che trovano nei bidoni della spazzatura. I due sono diversi l'uno dall'altro. Callisto è piccolo, vivace, sfacciato, logorroico, a volte tagliente e offensivo nei confronti di Romeo, che è invece alto, triste, pensoso. Nonostante tutto, i due rimangono sempre insieme e dai loro modi traspare un rapporto affettuoso.
Romeo si ammala gravemente cominciando a perdere la vista. Callisto fa di tutto per aiutarlo: si procura un paio di occhiali credendo possano far tornare a vedere l'amico, lo copre con le sue coperte per ripararlo dal freddo, ruba da una chiesa delle candele per illuminare e scaldare le fredde e scure notti. Callisto riesce a prendere il telefono dal quale Romeo non si stacca mai e da qui viene a conoscenza che l'amico aveva una famiglia e due figli ai quali invia spesso messaggi senza ottenerne risposta. Callisto, per risollevare Romeo, finge che i figli gli scrivano inventando testi affettuosi e ai quali fa finta di rispondere.
Romeo si aggrava e muore gettando nello sconforto e nella rabbia totale il compagno di sventure. Ne getta il corpo nel fiume e poco dopo si tuffa nel fiume, ritrova il cadavere e rimane lì tenendolo stretto.

## Produzione
Il film è stato prevalentemente girato a Roma.

## Distribuzione
È stato presentato in anteprima alla Festa del Cinema di Roma 2022, nella sezione Freestyle. Il film è stato distribuito a partire dal 15 giugno 2023.

## Accoglienza

### Critica
Il film ha ricevuto 3 stelle su Sentieri selvaggi.